# FIFA International Soccer
FIFA International Soccer (parfois nommé FIFA 94 et FIFA International Soccer: Championship Edition sur Mega-CD) est un jeu vidéo de football sorti en 1993 et fonctionne sur 3DO, Amiga, DOS, Game Boy, Game Gear, Master System, Mega-CD, Mega Drive et Super Nintendo. Le jeu a été développé par Extended Play Productions et édité par EA Sports.

## Système de jeu
Il y a plusieurs modes possibles : le coup d'envoi et les touches avancer reculer et sauter. On peut alors jouer contre un ordinateur ou contre un ami, famille… Dans ce jeu, on ne peut que choisir des sélections nationales (sauf l'équipe bonus EA Allstars). Aucun nom réel de joueur n'est utilisé, il en est de même pour les stades (il n'y a qu'un stade jouable) et les arbitres.
Il n'y a pas de commentateur dans ce jeu, il y a juste une animation sur un écran lorsque vous marquez un but.

## Bonus
Dans FIFA 06, on a la possibilité de rejouer à ce jeu en allant dans la rubrique bonus.